# Apollon musagète
Apollon musagète (Apollo, líder de les muses) és un ballet neoclàssic en dos quadres compost entre 1927 i 1928 per Ígor Stravinski. Va ser coreografiada el 1928 per George Balanchine, de vint-i-quatre anys, amb el compositor contribuint al llibret. L'escenografia i el vestuari van ser dissenyats per André Bauchant, amb nous vestuaris de Coco Chanel el 1929. L'escenografia va ser executada per Aleksandr Sharvashidze, amb vestuari sota la direcció de Mme. A. Youkine. La mecenes de les arts americana Elizabeth Sprague Coolidge va encarregar el ballet el 1927 per a un festival de música contemporània que se celebraria l'any següent a la Biblioteca del Congrés de Washington DC.
La història se centra en Apol·lo, el déu grec de la música, que rep la visita de tres muses: Terpsícore, musa de la dansa i el cant; Polimnia, musa del mim⁣; i Cal·líope, musa de la poesia. El ballet pren l'antiguitat clàssica com a tema, tot i que la seva trama suggereix una situació contemporània. Es preocupa per la reinvenció de la tradició, ja que la seva inspiració és el barroc, el clàssic o fins i tot el postbarroc/rococó/galant.
Està orquestrada per a orquestra de cambra de 34 instruments de corda (8.8.6.8.4).

## Música
Stravinski va començar a compondre Apollon el 16 de juliol de 1927 i va completar la partitura el 9 de gener de 1928. Va compondre per a una força instrumental refinada, una orquestra de corda de 34 instrumentistes: 8 primers violins, 8 segons violins, 6 violes, 4 primers violoncels, 4 segons violoncels i 4 contrabaixos.
L'encàrrec de la Biblioteca del Congrés i subscrit per la Sra. Elizabeth Sprague Coolidge li va pagar 1.000 dòlars per l'obra, que només havia d'utilitzar sis ballarins, requerir una petita orquestra i no durar més de mitja hora, però li permetia la lliure elecció de tema. Stravinski feia temps que pensava a escriure un ballet sobre un episodi de la mitologia grega i va decidir fer d'Apol·lo, líder de les muses, la seva figura central, tot reduint el nombre de muses de nou a tres. Eren Terpsícore, que personificava el ritme de la poesia i l'eloqüència del gest tal com s'encarnava en la dansa; Cal·líope, que combinava poesia i ritme; i Polimnia, que representava el mim.
Stravinski va titular originalment l'obra Apollon musagète, la transliteració francesa d'Apol·lo Musagetes. Aquest és un dels molts epítets clàssics d'Apol·lo i significa el paper mitològic del déu com a líder de les Muses i patró diví de la música i la dansa.
Stravinski va escriure per a un conjunt homogeni d'instruments de corda fregada, substituint els contrastos de timbre que va emprar a Pulcinella pels contrastos de dinàmica. El ballet s'inspira en la gran tradició musical francesa dels segles XVII i XVIII, en particular en la de Lully, una font a la qual Stravinski va recórrer quan va compondre Agon el 1957. El pròleg comença amb ritmes puntejats a l'estil d'una obertura francesa. L'obra es basa en una cèl·lula rítmica bàsica, presentada al principi de l'obra, que Stravinski transforma mitjançant subdivisions de valors successius que esdevenen cada cop més complexos. Stravinski va revisar lleugerament la partitura el 1947. El 1963, va indicar que tenia la intenció de fer més canvis, sobretot pel que fa al doble punt en molts dels passatges amb ritme puntejat de l'estil barroc.
Stravinski va escriure sobre el seu Apollon musagète: «Quan, admirant la bellesa lineal de la dansa clàssica, somiava en crear un ballet d’aquell estil, pensava sobretot en el que s’anomena ballet blanc, on per a mi es manifesta l’essència d’aquest art en tota la seva puresa. Hi trobava una frescor meravellosa, fruit de l’absència d’ornaments, colors cridaners i elements accessoris. Aquestes qualitats em van inspirar a compondre una música amb un caràcter similar. Per aconseguir-ho, vaig pensar que l’escriptura dialògica era la més adequada, i la seva sobrietat va acabar definint el meu plantejament respecte a la instrumentació que volia utilitzar. D’entrada, vaig descartar l’orquestra tradicional per la seva heterogeneïtat: grans grups de cordes, fustes, metalls i percussió. També vaig evitar els conjunts de vent i metall, ja que els seus efectes sonors s’havien explotat massa en els últims temps. Finalment, vaig decidir-me pels instruments de corda.»

## Ballet

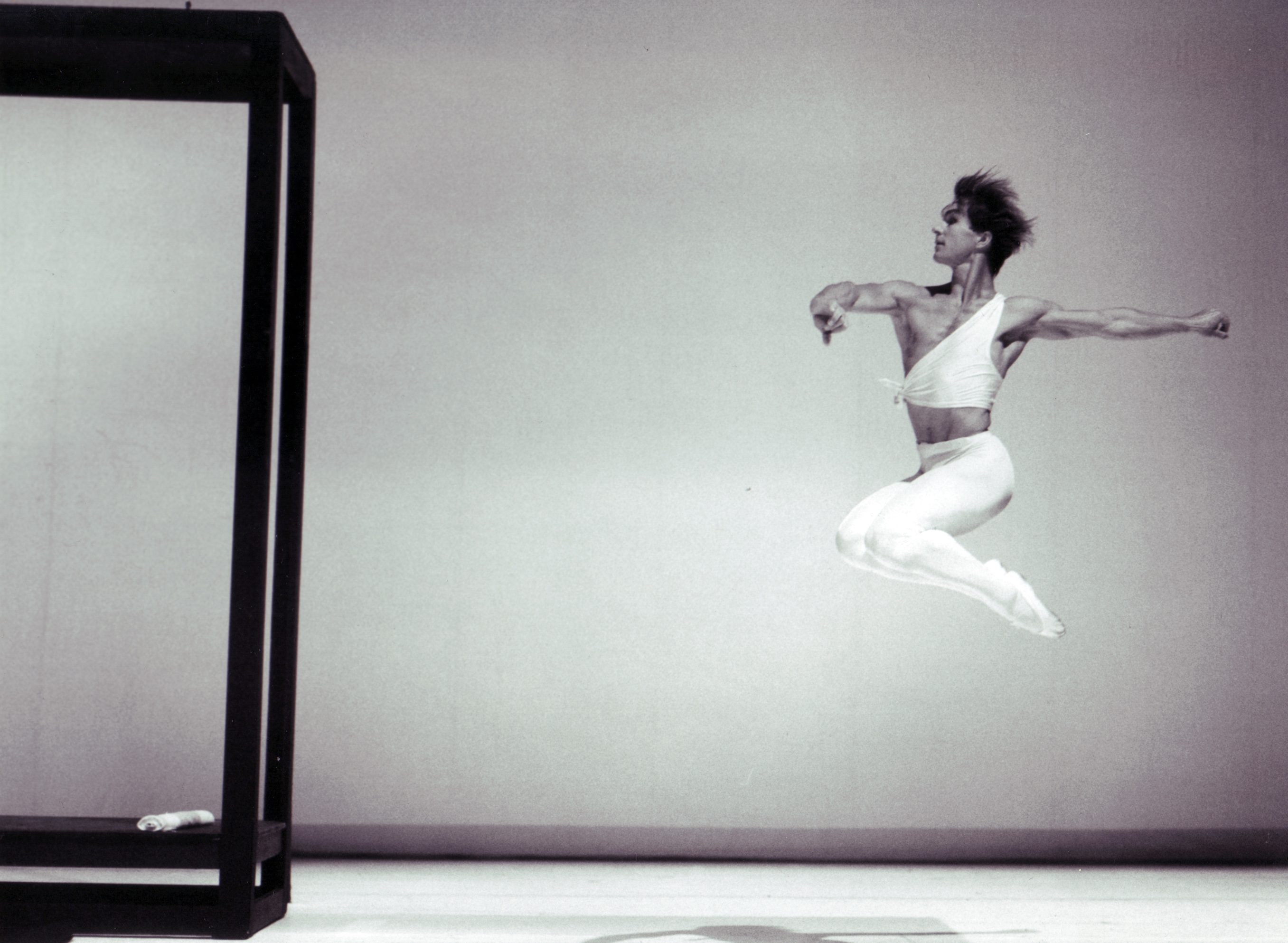
Falco Kapuste com a Apol·lo

La primera versió en ballet de l'Apollon musagète de Stravinski, encarregada especialment per al festival de Washington, es va estrenar el 27 d'abril de 1928 amb coreografia d'⁣Adolph Bolm, que també va ballar el paper d'Apol·lo. Adolph Bolm va reunir una companyia de ballarins per a l'estrena en un país que, en aquell moment, no tenia una font fàcil de ballarins de formació clàssica. Ruth Page, Berenice Holmes (professora de ballet de Gene Kelly) i Elise Reiman eren les tres muses, i Hans Kindler les dirigia. Stravinski no va mostrar gens d'interès per la representació nord-americana, i la coreografia de Bolm ara està pràcticament oblidada.
Havia reservat els drets europeus de la partitura per a Serguei Diàguilev, la producció dels Ballets Russos del qual, coreografiada per Balanchine, de 24 anys, es va estrenar al Théâtre Sarah Bernhardt de París el 12 de juny de 1928. Stravinski va dirigir l'actuació. El concertino va ser Marcel Darrieux.
D'acord amb els desitjos de Stravinski, l'estil de dansa era essencialment clàssic, i Stravinski va pensar en "Apollon musagète" com un ballet blanc, és a dir, vestit amb el blanc minimalista tradicional. Balanchine va dir més tard que quan va sentir la música de Stravinski tot el que va poder veure va ser un blanc immaculat. La claredat, la calma i fins i tot la serenitat de la música la fa semblar infinitament allunyada de l'emoció i el color dels primers ballets de Stravinski. L'evitació de qualsevol conflicte en l'escenari, de qualsevol intenció narrativa, psicològica o expressiva, es va complementar amb vestuari monocrom per als ballarins i l'absència d'escenografia elaborada a l'escenari.
L'escenografia i el vestuari per a la producció de Balanchine van ser obra de l'artista francès André Bauchant. Coco Chanel va proporcionar nous vestits el 1929. Apol·lo portava una toga reelaborada amb un tall diagonal, un cinturó i sandàlies amb cordons. Les Muses portaven tutús tradicionals. La decoració era barroca: dos grans conjunts, amb algunes roques i el carro d'Apol·lo.
L'escenografia incloïa el naixement d'Apol·lo, les seves interaccions amb les tres Muses, Cal·líope (poesia), Polimnia (mímnia) i Terpsícore (dansa i cant), i la seva ascensió com a déu al mont Parnàs. El repartiment original incloïa Serge Lifar com a Apol·lo, Alice Nikitina com a Terpsícore (alternant-se amb Alexandra Danilova), Lubov Tchernicheva com a Cal·líope, Felia Doubrovska com a Polimnia i Sophie Orlova com a Leto, mare d'Apol·lo.
Per a una reestrena amb Mikhail Baryshnikov com a Apol·lo el 1979, també va ometre la primera variació d'Apol·lo i va recoreografiar el final del ballet. Aquesta revisió no va concloure amb l'ascens d'Apol·lo al mont Parnàs, sinó amb el trasllat del quadre de "paó" de les Muses en arabescos d'alçada ascendent al costat d'Apol·lo, cosa que originalment va succeir una mica abans, a la postura final. En la posada en escena de 1980 per al New York City Ballet, es va restaurar la primera variació d'Apol·lo.

### Forma
Els personatges són Apol·lo i tres muses: Cal·líope, la musa de la poesia; Polimnia, la musa de la retòrica⁣; i Terpsícore, la musa de la dansa. El tema és: Apol·lo instrueix les muses en les seves arts i les condueix al Parnàs. El ballet es divideix en dos quadres:
- Primer quadre
  - Pròleg: El naixement d'Apol·lo
- Segon quadre
  - Variació d'Apol·lo
  - Pas d'action (Apol·lo i les tres muses)
  - Variació de Cal·líope (l'Alexandrina)
  - Variació de la polihímnia
  - Variació de Terpsícore
  - Segona variació d'Apol·lo
  - Pas de deux
  - Coda
  - Apoteosi